# 日本科学者会議
日本科学者会議（にほんかがくしゃかいぎ、The Japan Scientists' Association）は、人文科学・社会科学・自然科学を問わず多様な分野の人々が参加する日本の総合学術学会である。日本学術会議協力学術研究団体。文部科学省登録学会番号30057。

研究分野を超えた学会の性格をもっている。略称「JSA」。「日科」という通称もある。加盟する世界科学者連盟（World Federation of Scientific Workers）には、これまで副会長、常置委員会委員長、執行評議員を送るなど、先進国の科学者組織としての面目を保ってきたが、近年は「地球的責任のための技術者・科学者国際ネットワーク」（The International Network of Engineers and Scientists for Global Responsibility）との連携を強めている。

## 概要
民主主義科学者協会の各部会が1950年代にほとんど崩壊または独立した学会に転じてから、科学者の全国組織を望む声が高まり、設立された。
伝統的に公害環境問題、食糧問題、思想・文化などの分野で委員会が活発な活動に取り組む。近年では、生命倫理研究分野でも活動が活発化している。
また、近年、同会議の機関誌に、ノーベル物理学賞を受賞した益川敏英が憲法九条擁護や科学振興政策などの点で同会議のスタンスに近いことから度々登場し、そうした記事を集めた単行本が発刊された。他に、同会議が編纂した出版物が多数ある。
各都道府県に支部があり、専門委員会として、公害環境問題研究委員会、エネルギー・原子力問題研究委員会、災害問題研究委員会、平和問題研究委員会、食糧問題研究委員会、保健医療福祉問題研究委員会、生命倫理研究委員会、21世紀社会論研究委員会、科学・技術政策委員会、科学者の権利問題委員会などの他に、女性研究者技術者委員会、若手研究者問題委員会がある。
2023年、福島第一原子力発電所のALPS処理水の放出に反対。

## 沿革
- 1965年7月，江口朴郎ら東京の科学者14人が呼びかけ人となり、科学者の全国組織の結成の機運が高まる。同年10月「科学者の全国組織をめざす東京準備会」が発足。同年12月4日、創立発起人総会開催。18都道府県471人が参加。1186人の発起人によって結成。代表幹事には林要らが就任。初代事務局長は神山恵三[5]。
- 1966年3月、機関誌「日本の科学者」創刊[5]。
- 1971年、世界科学者連盟（World Federation of Scientific Workers）に加盟。
- 1976年から隔年で総合学術研究集会開催。
- 1995年12月、創立30周年記念国際シンポジウムを開催。
- 2005年12月、創立40周年記念国際シンポジウムを開催。『アジアにおける科学・技術の交流、協力（早稲田大学戸山キャンパス）』
- 2015年3月、JSA創立50周年記念行事 日本科学者会議国際シンポジウム(INES共催)を開催。